# Keepin' the Summer Alive
Keepin' the Summer Alive" je štiriindvajseti album ameriške glasbene skupine The Beach Boys. Izšel je leta 1980 pri založbi Brother Records.

## Seznam skladb
1. "Keepin' the Summer Alive" - 3:43
2. "Oh Darlin'" - 3:52
3. "Some of Your Love" - 2:36
4. "Livin' with a Heartache" - 4:06
5. "School Day (Ring! Ring! Goes the Bell)" - 2:52
6. "Goin' On" - 3:00
7. "Sunshine" - 2:52
8. "When Girls Get Together" - 3:31
9. "Santa Ana Winds" - 3:14
10. "Endless Harmony" - 3:10